# Hylemeridia eurema
Hylemeridia eurema är en fjärilsart som beskrevs av Carl Plötz 1880. Hylemeridia eurema ingår i släktet Hylemeridia och familjen mätare. Inga underarter finns listade i Catalogue of Life.